# Preissac
Preissac es un municipio canadiense situado en la provincia de Quebec.

## Superficie
Preissac tiene una superficie de 422,13 km².

## Demografía
En 2021, tenía 914 habitantes, una densidad poblacional de 2,2 hab./km², y 527 viviendas.